# Golden Spin of Zagreb de 2016
Golden Spin of Zagreb de 2016 foi a quadragésima nona edição do Golden Spin of Zagreb, um evento anual de patinação artística no gelo, e que fez parte do Challenger Series de 2016–17. A competição foi disputada entre os dias 7 de dezembro e 10 de dezembro, na cidade de Zagreb, Croácia.

## Eventos
- Individual masculino
- Individual feminino
- Duplas
- Dança no gelo

## Medalhistas
| Evento                        | Ouro                                          | Prata                                             | Bronze                                       |
| Individual masculino detalhes | Oleksii Bychenko · Israel                     | Daniel Samohin · Israel                           | Keegan Messing · Canadá                      |
| Individual feminino detalhes  | Carolina Kostner · Itália                     | Elizaveta Tuktamysheva · Rússia                   | Alena Leonova · Rússia                       |
| Duplas detalhes               | Nicole Della Monica · Matteo Guarise · Itália | Kristina Astakhova · Alexei Rogonov · Rússia      | Ashley Cain · Timothy Leduc · Estados Unidos |
| Dança no gelo detalhes        | Charlène Guignard · Marco Fabbri · Itália     | Kaitlin Hawayek · Jean-Luc Baker · Estados Unidos | Alisa Agafonova · Alper Uçar · Turquia       |

## Resultados

### Individual masculino
| Pos.              | Nome                       | Nacionalidade    | Pontos | PC         | PL          |
| ----------------- | -------------------------- | ---------------- | ------ | ---------- | ----------- |
| Medalha de ouro   | Oleksii Bychenko           | Israel           | 228.08 | 76.18 (4)  | 151.90 (2)  |
| Medalha de prata  | Daniel Samohin             | Israel           | 226.12 | 82.35 (1)  | 143.77 (7)  |
| Medalha de bronze | Keegan Messing             | Canadá           | 223.30 | 76.39 (2)  | 146.91 (4)  |
| 4                 | Alexander Petrov           | Rússia           | 222.92 | 66.63 (11) | 156.29 (1)  |
| 5                 | Brendan Kerry              | Austrália        | 221.94 | 76.36 (3)  | 145.58 (5)  |
| 6                 | Timothy Dolensky           | Estados Unidos   | 219.42 | 75.36 (5)  | 144.06 (6)  |
| 7                 | Roman Sadovsky             | Canadá           | 217.94 | 74.66 (6)  | 143.38 (8)  |
| 8                 | Anton Shulepov             | Rússia           | 215.59 | 67.55 (10) | 148.04 (3)  |
| 9                 | Artur Dmitriev Jr.         | Rússia           | 214.61 | 71.71 (9)  | 142.90 (9)  |
| 10                | Javier Raya                | Espanha          | 199.99 | 72.46 (8)  | 127.53 (11) |
| 11                | Nicolas Nadeau             | Canadá           | 193.75 | 64.00 (13) | 129.75 (10) |
| 12                | Yaroslav Paniot            | Ucrânia          | 186.36 | 61.94 (14) | 124.42 (12) |
| 13                | Nicholas Vrdoljak          | Croácia          | 172.30 | 55.83 (17) | 116.47 (13) |
| 14                | Slavik Hayrapetyan         | Armênia          | 171.10 | 61.70 (15) | 109.40 (15) |
| 15                | Petr Kotlařík              | República Tcheca | 161.61 | 49.58 (20) | 112.03 (14) |
| 16                | Anton Kempf                | Alemanha         | 157.79 | 50.99 (18) | 106.80 (16) |
| 17                | Patrick Myzyk              | Polônia          | 141.26 | 50.95 (19) | 90.31 (17)  |
| WD                | Denis Ten                  | Cazaquistão      | —      | 73.35 (7)  | — (WD)      |
| WD                | Vincent Zhou               | Estados Unidos   | —      | 64.61 (12) | — (WD)      |
| WD                | Michael Christian Martinez | Filipinas        | —      | 61.27 (16) | — (WD)      |

### Individual feminino
| Pos.              | Nome                   | Nacionalidade  | Pontos | PC         | PL         |
| ----------------- | ---------------------- | -------------- | ------ | ---------- | ---------- |
| Medalha de ouro   | Carolina Kostner       | Itália         | 196.23 | 69.95 (1)  | 126.28 (3) |
| Medalha de prata  | Elizaveta Tuktamysheva | Rússia         | 192.03 | 63.01 (5)  | 129.02 (1) |
| Medalha de bronze | Alena Leonova          | Rússia         | 191.39 | 64.18 (3)  | 127.21 (2) |
| 4                 | Amber Glenn            | Estados Unidos | 183.60 | 67.93 (2)  | 115.67 (4) |
| 5                 | Alexandra Avstriyskaya | Rússia         | 161.77 | 63.66 (4)  | 98.11 (9)  |
| 6                 | Gracie Gold            | Estados Unidos | 159.02 | 54.04 (8)  | 104.98 (5) |
| 7                 | Karen Chen             | Estados Unidos | 155.63 | 54.60 (6)  | 101.03 (7) |
| 8                 | Kailani Craine         | Austrália      | 153.04 | 54.05 (7)  | 98.99 (8)  |
| 9                 | Laurine Lecavelier     | França         | 151.58 | 49.16 (11) | 102.42 (6) |
| 10                | Daša Grm               | Eslovênia      | 140.97 | 50.19 (10) | 90.78 (11) |
| 11                | Brooklee Han           | Austrália      | 139.35 | 53.65 (9)  | 85.70 (12) |
| 12                | Matilda Algotsson      | Suécia         | 138.58 | 43.80 (14) | 94.78 (10) |
| 13                | Aimee Buchanan         | Israel         | 128.55 | 42.87 (17) | 85.68 (13) |
| 14                | Antonina Dubinina      | Sérvia         | 124.25 | 43.07 (16) | 81.18 (14) |
| 15                | Katarina Kulgeyko      | Israel         | 122.01 | 45.69 (12) | 76.32 (15) |
| 16                | Sonia Lafuente         | Espanha        | 116.42 | 43.51 (15) | 72.91 (16) |
| 17                | Elizaveta Yushchenko   | Israel         | 115.79 | 45.27 (13) | 70.52 (18) |
| 18                | Janina Makeenka        | Bielorrússia   | 111.57 | 39.80 (19) | 71.77 (17) |
| 19                | Julie Froetscher       | França         | 106.79 | 42.63 (18) | 64.16 (19) |

### Duplas
| Pos.              | Nome                                      | Nacionalidade  | Pontos | PC         | PL         |
| ----------------- | ----------------------------------------- | -------------- | ------ | ---------- | ---------- |
| Medalha de ouro   | Nicole Della Monica / Matteo Guarise      | Itália         | 180.60 | 64.54 (1)  | 116.06 (3) |
| Medalha de prata  | Kristina Astakhova / Alexei Rogonov       | Rússia         | 180.44 | 63.82 (2)  | 116.62 (1) |
| Medalha de bronze | Ashley Cain / Timothy Leduc               | Estados Unidos | 172.18 | 56.60 (4)  | 115.58 (2) |
| 4                 | Haven Denney / Brandon Frazier            | Estados Unidos | 161.63 | 57.40 (3)  | 104.23 (4) |
| 5                 | Lana Petranović / Antonio Souza-Kordeyru  | Croácia        | 153.93 | 53.14 (5)  | 100.62 (6) |
| 6                 | Deanna Stellato / Nathan Bartholomay      | Estados Unidos | 150.76 | 48.14 (8)  | 102.62 (5) |
| 7                 | Ji Min-Ji / Themistocles Leftheris        | Coreia do Sul  | 143.40 | 48.92 (7)  | 94.48 (7)  |
| 8                 | Tatiana Danilova / Mikalai Kamianchuk     | Bielorrússia   | 138.94 | 46.58 (9)  | 92.36 (8)  |
| 9                 | Bogdana Lukashevich / Alexander Stepanov  | Rússia         | 136.13 | 53.04 (6)  | 83.09 (9)  |
| 10                | Renata Ohanesian / Mark Bardei            | Ucrânia        | 124.48 | 43.14 (10) | 81.34 (10) |
| WD                | Arina Cherniavskaia / Evgeni Krasnopolski | Israel         | —      | 41.86 (11) | — (WD)     |
| WD                | Mari Vartmann / Ruben Blommaert           | Alemanha       | —      | — (WD)     |            |

### Dança no gelo
| Pos.              | Nome                                      | Nacionalidade    | Pontos | PC         | PL         |
| ----------------- | ----------------------------------------- | ---------------- | ------ | ---------- | ---------- |
| Medalha de ouro   | Charlène Guignard / Marco Fabbri          | Itália           | 180.30 | 72.46 (1)  | 107.84 (1) |
| Medalha de prata  | Kaitlin Hawayek / Jean-Luc Baker          | Estados Unidos   | 177.36 | 70.12 (2)  | 107.24 (2) |
| Medalha de bronze | Alisa Agafonova / Alper Uçar              | Turquia          | 159.02 | 63.48 (3)  | 95.54 (3)  |
| 4                 | Kavita Lorenz / Joti Polizoakis           | Alemanha         | 155.34 | 60.12 (5)  | 95.22 (4)  |
| 5                 | Betina Popova / Sergey Mozgov             | Rússia           | 155.22 | 60.70 (4)  | 94.52 (5)  |
| 6                 | Oleksandra Nazarova / Maksym Nikitin      | Ucrânia          | 148.66 | 56.20 (9)  | 92.46 (6)  |
| 7                 | Cortney Mansour / Michal Češka            | República Tcheca | 148.50 | 58.60 (6)  | 89.90 (7)  |
| 8                 | Shari Koch / Christian Nüchtern           | Alemanha         | 144.74 | 57.08 (7)  | 87.66 (8)  |
| 9                 | Sofia Evdokimova / Egor Bazin             | Rússia           | 142.96 | 56.80 (8)  | 86.16 (10) |
| 10                | Jennifer Urban / Benjamin Steffan         | Alemanha         | 139.72 | 54.94 (10) | 84.78 (11) |
| 11                | Tina Garabedian / Simon Proulx-Sénécal    | Armênia          | 139.28 | 51.74 (11) | 87.54 (9)  |
| 12                | Nicole Kuzmich / Alexandr Sinicyn         | República Tcheca | 129.38 | 46.16 (13) | 83.22 (12) |
| 13                | Victoria Manni / Carlo Röthlisberger      | Suíça            | 125.62 | 51.52 (12) | 74.10 (14) |
| 14                | Yuliia Zhata / Yan Lukouski               | Ucrânia          | 114.22 | 39.96 (16) | 74.26 (13) |
| 15                | Kimberley Hew-Low / Timothy Mckernan      | Austrália        | 112.46 | 44.44 (14) | 68.02 (16) |
| 16                | Adel Tankova / Ronald Zilberberg          | Israel           | 110.54 | 41.36 (15) | 69.18 (15) |
| 17                | Aurelia Ippolito / Malcolm Jones          | Letônia          | 97.76  | 38.68 (17) | 59.08 (17) |
| WD                | Ekaterina Fedyshchenko / Lucas Kitteridge | Reino Unido      | —      | — (WD)     |            |

## Quadro de medalhas
| Ordem | País           | Medalha de ouro | Medalha de prata | Medalha de bronze |    | Ordem por total |
| ----- | -------------- | --------------- | ---------------- | ----------------- | -- | --------------- |
| 1     | Itália         | 3               |                  |                   | 3  | 1               |
| 2     | Israel         | 1               | 1                |                   | 2  | 3               |
| 3     | Rússia         |                 | 2                | 1                 | 3  | 1               |
| 4     | Estados Unidos |                 | 1                | 1                 | 2  | 3               |
| 5     | Canadá         |                 |                  | 1                 | 1  | 5               |
| 5     | Turquia        |                 |                  | 1                 | 1  | 5               |
| TOTAL | TOTAL          | 4               | 4                | 4                 | 12 | —               |